# 후후
후후 (WHOwho)는 대한민국의 록 밴드이다. "춤출 수 있는 음악을 하자"는 취지로 결성되었으며 리더 노준용(기타, 보컬)을 중심으로 안요한(베이스), 김진철(드럼), 정영광(신디사이저) 등으로 구성됐다. 2012년 3월 서울 홍대 인근 공연장을 거점으로 공연하기 시작, 몇 달만에 '쌈지사운드페스티벌-숨은고수'로 선정되는 기염을 토했다. 2013년, 레이블 사운드홀릭에 정식 영입됐다.

## 구성원
- 노준용 - 기타, 보컬
- 안요한 - 베이스
- 김진철 - 드럼
- 정영광 - 신시사이저

## 음반 목록

### EP
- 2013.01.16. - WHOwho

### 싱글
- 2013.08.02. - Who

### 정규
- 2015.05.18. - Oh Yeah

## 수상 경력
- 2012년 쌈지사운드페스티벌 숨은고수